# Tibicos

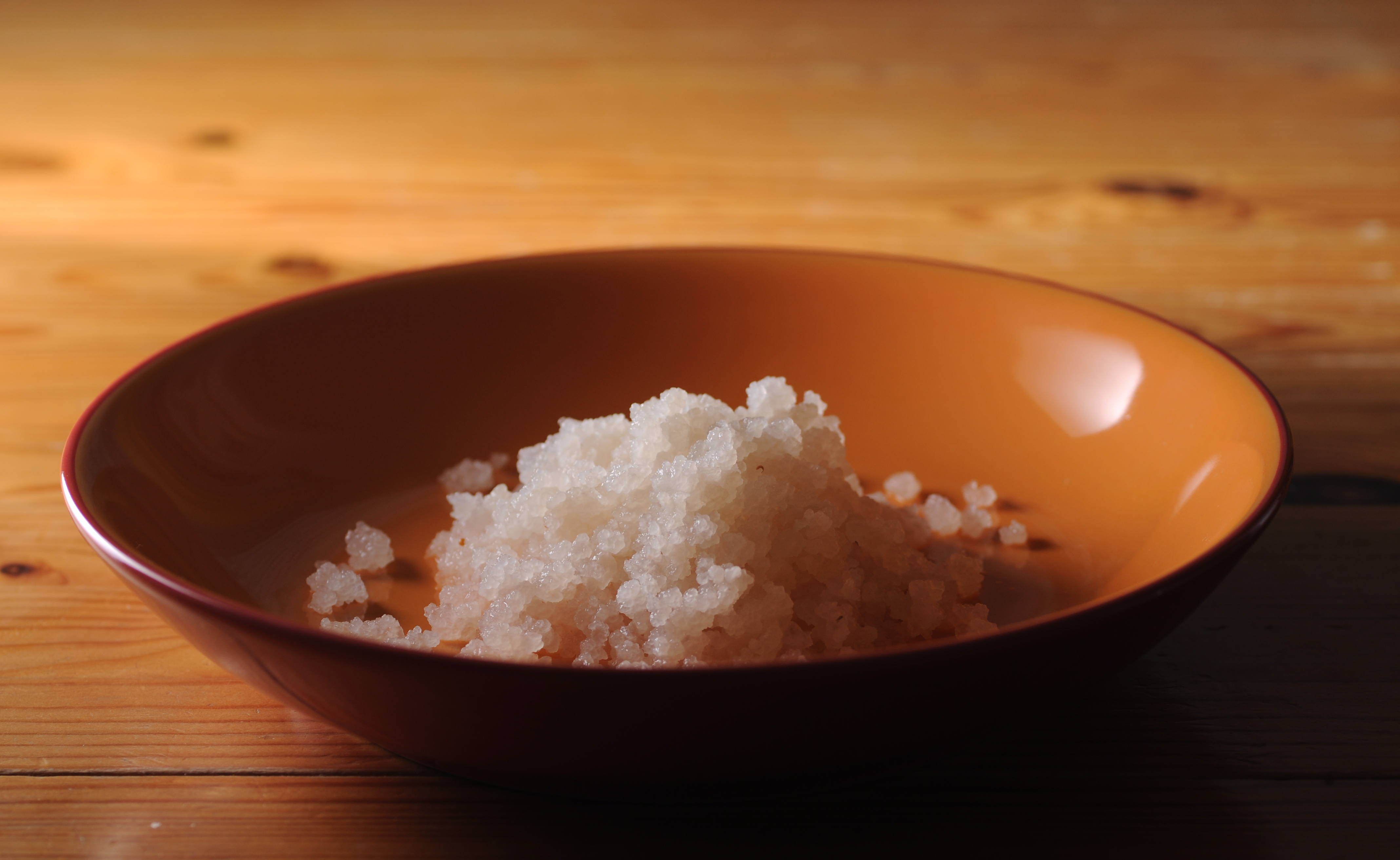
Granos tíbicos, de 5 mm.

Los tíbicos, popularmente conocidos como kéfir de agua, son una simbiosis de bacterias y levaduras que se encuentran en una matriz de polisacáridos creada por bacterias.
Así como con los granos de kéfir (búlgaros), los microbios presentes en los tibicos actúan en simbiosis para mantener un cultivo estable, semejantes a masas gelatinosas compactas de color blanquecino o amarillento, translúcidas u opalescentes de forma irregular y tamaño variable. Los tibicos pueden fermentar diversos líquidos azucarados, alimentándose del azúcar para producir ácido láctico, etanol y dióxido de carbono, lo que hace que el agua esté carbonatada.

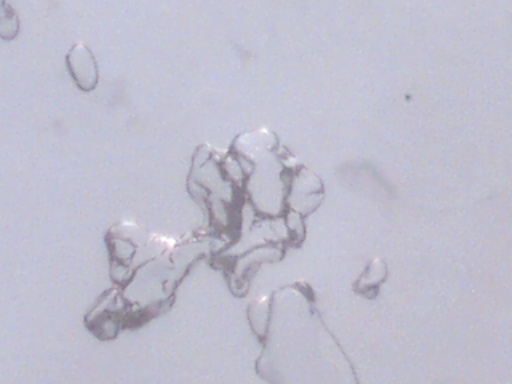
Colonia de tibicos bajo el microscopio (200×).

## Nombres
Son conocidos también como hongos del Tíbet u hongos tibetanos, que no deben confundirse con otros hongos como el Tochukaso (Cordyceps sinensis) del género Cordyceps.
Otros nombres que reciben son ibis, tibiches, kéfir de agua, búlgaros de agua, granillos, granizo, hongos chinos, granos de agua de kefir, "Marinos (Centroamérica)", granos de azúcar de kéfir, cristales japoneses de agua, pajaritos y abejas de lafornia. En otros idiomas kephir, kewra, talai, mudu kekiya, matsoun, matsoni, waterkefir, y milkkefir.

## Microorganismos
Los tibicos típicos tienen una mezcla de Lactobacilos, Estreptococos, Pediococos y Leuconostoc con levaduras Saccharomyces, Candida, Kloeckera y posiblemente otras. El Lactobacillus brevis ha sido identificado como la especie responsable de la producción del polisacárido dextrano que forma los granos y que está dispuestos en dos capas. La capa externa es compacta y en ella se encuentran embebidas bacterias y levaduras, mientras que la interna presenta una estructura esponjosa debido a la acumulación de CO2 producido durante la fermentación.
Las personas que no desean consumir leche, o que tienen una dieta vegana, pueden encontrar que el agua de tibicos provee probióticos necesarios sin necesidad de leche o productos cultivados con té como la kombucha. Si se embotella, el producto terminado producirá una bebida carbonatada; por ello, puede ser una alternativa a refrescos (sodas) para niños y adultos. Existen algunas cosas que por su proceso de fermentación pueden contener algo de alcohol, como, por ejemplo, el llamado kéfir grial.

## Antecedentes
Se cree que fue en el Cáucaso, donde surgió el kéfir de leche, dada la longevidad de los pueblos que tradicionalmente lo han consumido (Armenia, Azerbaiyán, Georgia, Kazajistán, Kirguizistán, Tayikistán, Turkmenistán y Uzbekistán).
Otros autores dicen que el origen de los tibicos del kéfir de agua es México. Bajo el nombre de Tibi, los gránulos originales viven en las nopaleras de Opuntia ssp alimentándose de las excreciones azucaradas (frutos) de estas cactáceas. En Oaxaca, popularmente se les conoce como algas marinas o como granillo, y se usan generalmente a nivel doméstico. Posteriormente, se nombró tibicos a los gránulos de este cultivo, conocido también como cabaiasis. Otras fuentes lo denominan hongos chinos y otras apuntan a Japón como su procedencia.
También se hace referencia al Tíbet, de donde vendría la palabra tibicos.
El episcopado de México argumenta erróneamente que al continente americano fue sor Teresa de Calcuta quien los trajo en una de sus visitas. La historia es más o menos ésta: la madre Teresa de Calcuta, siempre inquieta por el deseo de ayudar a curar las enfermedades de las personas que vivían en lugares apartados o que no contaban con los recursos para pagar los honorarios de un médico, llegó al Tíbet, donde se comunicó con los monjes y maestros de esa zona. Estos le entregaron unos tíbicos, una clase de hongos, que tienen infinidad de propiedades curativas. Sin embargo, esto es claramente falso, pues no existen registros de que haya alguna vez visitado el Tíbet, además de que las culturas indígenas de la zona llevan siglos usando estos preparados desde antes de la llegada de los españoles.
A principios del siglo XX, el científico ruso Iliá Méchnikov intuyó los efectos positivos de los fermentos lácteos luego de suponer que la longevidad que alcanzaban ciertas poblaciones del este de Europa se debía a su elevado consumo de leche búlgara. A través de sus investigaciones demostró que este alimento era creado por bacterias capaces de convertir el azúcar de la leche (lactosa) en ácido láctico, y que a su vez esta sustancia hacía imposible el desarrollo de microorganismos dañinos en el intestino derivados de la descomposición de los alimentos.

## Uso
Debido a que los nódulos de tibicos, al igual que los de kéfir, solo se pueden cultivar a partir de la división de otros nódulos previamente cultivados, tradicionalmente los nódulos de tibicos también han pasado de unas manos a otras de forma gratuita.
Los tibicos se han utilizado para producir bebidas refrescantes de bajo contenido alcohólico y acético cuando el tiempo de fermentación es corto (2-3 días), como el tepache de jugo de diversas frutas o la panela o piloncillo, pero si la fermentación se prolonga por más tiempo (2 a 3 semanas) se produce el vinagre de tibicos.

### Preparación[7]
Los tibicos se colocan en un recipiente de vidrio, con agua pura o hervida no clorada, y un trozo de panela (dulce de tapa, piloncillo, chancaca, melaza), azúcar blanca, azúcar moreno o una mezcla de ellos en iguales o distintas proporciones. Es preferible usar panela o miel de abeja por su contenido en minerales y vitaminas del grupo B, el azúcar blanca industrial altera el cultivo. Se agrega además un trozo de fruta cítrica ya sea limón, naranja, mandarina o pomelo, 2 o 3 unidades de frutas secas, ya sean ciruelas, dátiles, orejones, higos, pasas, etc. que aportan nutrientes añadidos (fructosa, minerales) y la microbiótica propia; posteriormente se puede tapar con una tapa, o con un trapo, para permitir que respiren, u optar por un recipiente hermético o semihermético para obtener una bebida gasificada, y se dejan inmóviles durante 48 horas, máximo 3 días. Luego se cuelan en coladera de plástico y se toma el líquido, pudiendo conservarse en frigorífico o a temperatura ambiente para su consumo, de preferencia un vaso en ayunas. Los tibicos colados se lavan y se vuelven a un recipiente limpio, aunque también se puede optar por no lavarlos; los que se quedan adheridos al vidrio son los recién nacidos y hay que tener cuidados al eliminarlos, pues pueden tapar las cañerías. Los tibicos pueden no consumirse, pues, el agua en donde han fermentado es la que tiene propiedades terapéuticas. Nunca se debe utilizar instrumentos metálicos.

### Propiedades
Se atribuyen a los tibicos la capacidad de revitalizar tejidos dañados por traumatismos y por infecciones recurrentes, alivio de colitis, infecciones urinarias, artritis y reducción de peso, pero ninguna de estas aseveraciones ha sido comprobada científicamente aún y, hasta el momento, no existen estudios ni artículos de referencia que los avalen.
En Chile, se usa como bebida energética que ayuda a personas con estrés y cansancio extremo.[cita requerida]

### Precauciones
- Diabetes: el agua fermentada por tibicos normalmente tiene una gran cantidad de carbohidratos (azúcares) y por lo tanto puede afectar el control de la glucosa en una persona con diabetes mellitus. (El kéfir de agua está repleto de enzimas valiosas, azúcares de fácil digestión, ácidos beneficiosos, vitaminas y minerales. El kéfir de agua también suele ser adecuado para algunos diabéticos (aunque se recomienda criterio personal). En todas sus formas que no sea vinagre, los tibicos contienen una cantidad notable de azúcares y por lo tanto, hay que utilizarlos con moderación en la diabetes pues podrían elevar fuertemente los niveles de glucosa en sangre. No obstante, por la naturaleza propia de la fermentación, el contenido en azúcares se reduce al mínimo a las 48 horas.[cita requerida]

- Gastritis: los tibicos contribuyen a la protección de la flora intestinal, sin embargo, personas con gastritis aguda pueden verse afectadas por el ácido láctico del fermento.[cita requerida]